# Acontia basifera
Acontia basifera är en fjärilsart som beskrevs av Walker 1857. Acontia basifera ingår i släktet Acontia och familjen nattflyn. Inga underarter finns listade i Catalogue of Life.